# Children (film)
Children (originaltitel: Börn) är en isländsk dramafilm från 2006 i regi av Ragnar Bragason. Huvudrollerna spelas av Gísli Örn Garðarsson, Nína Dögg Filippusdóttir och Ólafur Darri Ólafsson. Filmen utspelar sig i Breiðholt i Reykjavik och handlar om en ensamstående mor som befinner sig i en vårdnadstvist med sina barns far. Fadern försöker samtidigt att få ordning på sitt liv och lämna sin kriminella bana bakom sig. Filmen tilldelades Eddapriset för Bästa manus.

## Rollista (i urval)
- Gísli Örn Garðarsson – Garðar/Georg
- Nína Dögg Filippusdóttir – Karítas
- Ólafur Darri Ólafsson – Marinó
- Andri Snær Helgason – Guðumund

## Om filmen
Filmen visades vid filmfestivalen i San Sebastián 2006 och hade Islandspremiär den 9 september 2006. Den gjorde en omfattande festivalturné och tävlade bland annat vid Göteborg Film Festival i januari 2007. Den visades i Stockholm den 25 maj 2008 under tredagarsfestivalen Island i film.

### Utmärkelser
Vid Eddapriset 2006 hade filmen åtta nomineringar: Bästa film, regi och manus, tre nomineringar för Bästa huvudroll (Nína Dögg Filippusdóttir, Gísli Örn Garðarsson och Ólafur Darri Ólafsson), Bästa biroll (Margrét Helga Jóhannsdóttir) och Bästa originalmusik. Den tilldelades priset för Bästa manus.
Den vann huvudpriset Guldsvanen vid Köpenhamns internationella filmfestival 2007. Den nominerades till Nordiska rådets filmpris och var Islands Oscarsbidrag för Bästa icke-engelskspråkiga film vid Oscarsgalan 2007.